# Mount-Polley-Dammbruch

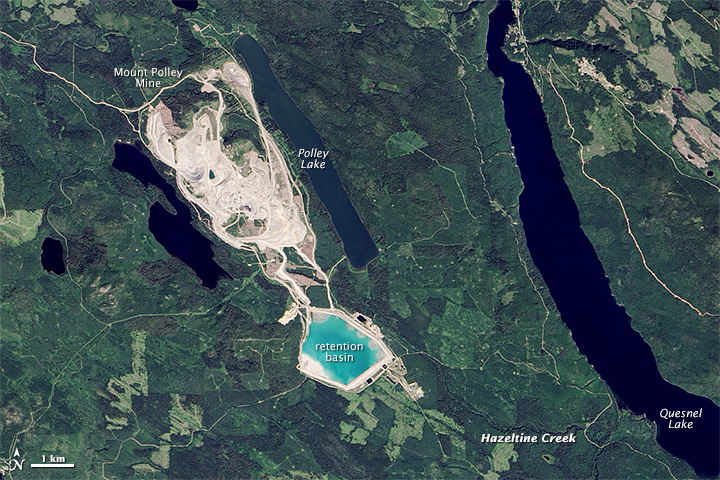
Luftbildaufnahme des Damms vor dem Dammbruch, 24. Juli 2014

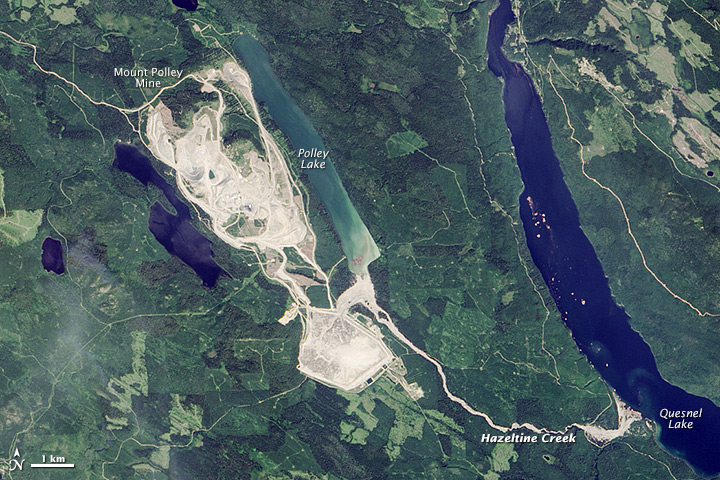
Nach dem Dammbruch, Aufnahme am 5. August 2014

Der Mount Polley Dammbruch ereignete sich am 4. August 2014 in der Cariboo-Region in British Columbia in Kanada. Aufgrund eines Dammbruchs entleerte sich das Absetzbecken (rund 25 Millionen Kubikmeter Wasser und Abraum-Schlamm sowie weiteres erodiertes Material) der Kupfer- und Goldmine von Mount Polley, die der kanadischen Bergbaufirma Imperial Metals gehört, in den Lake Polley und von da in den Hazeltine Creek, den Quesnel Lake, Quesnel River und Fraser River.
In der Folge wurde vorübergehend lokal ein Notstand ausgerufen, die Verwendung von Trinkwasser und der Lachsfang eingeschränkt. Die Untersuchung von Lachsen im Quesnel und Polley Lake nach dem Unglück ergab erhöhte Werte von Selen in Leber und Eierstöcken, über dem offiziellen Grenzwert für Verzehr, aber nach Angaben der Regierung von British Columbia unbedenklich und ähnlich hohe Selen-Werte hätte man stellenweise auch vor dem Unglück 2013 gefunden. Auch die Konzentration von Arsen, Kupfer, Mangan und Zink war leicht erhöht im Vergleich zu Populationen in anderen Seen der Provinz, aber innerhalb der Grenzwerte für Verzehr. Die neu zugeführten Metallgehalte stellen aber eine noch unabsehbare potentielle Gefahr für den Fischbestand und die Fauna im Quesnel-See dar.
Als letztendliche Ursache des Dammbruchs machte man eine in der ursprünglichen Baugrunduntersuchung nicht erkannte Schicht eiszeitlicher Seetone (Glacial lacustrine clays, upper GLU) zwischen  zwei Geschiebemergel-Schichten in der Gründung des  Damms aus. Statt eines angestrebten Sicherheitsfaktors gegen Böschungsrutschung von 1,3 ergab sich im Nachhinein mit der undrainierten Scherfestigkeit der GLU Schicht ein Wert von nur 1,02 bis 1,04. Dies verglichen die Gutachter mit einer geladenen Schusswaffe. Aus Kostengründen war die Dammböschung auch steiler ausgeführt worden als ursprünglich geplant und die Halde war bis zur Kapazitätsgrenze gefüllt. 2010 entstand bei der Erhöhung des Damms ein 10 m langer Riss und die Piezometer zur Messung des Wasserdrucks im Damm waren möglicherweise falsch platziert (bei der letzten Ablesung am 2. August zeigten sie keine erhöhten Werte). Die Regierung, die 2009 bis 2011 keine Inspektionen des Damms durchführte, wurde dagegen entlastet, da es sich um ein verborgenen Mangel handelte und keine Anzeichen (wie Risse, erhöhter Wasserdruck im Innern des Damms) auch kurz vor dem Dammbruch die Gefahr anzeigten. Gutachter des Abschlussberichts über die Ursachen war unter anderem der bekannte Bauingenieur für Geotechnik Norbert R. Morgenstern. Eine weitere Erhöhung des Damms war kurz vor dem Dammbruch geplant. Nach dem Untersuchungsbericht hätten die darin vorgeschlagenen Verstärkungen den Dammbruch verhindert.